# Mondo (Kishapu)
Mondo è una circoscrizione rurale (rural ward) della Tanzania situata nel distretto di Kishapu, regione di Shinyanga. Conta una popolazione di 15 302 abitanti (censimento 2012).